# Settat

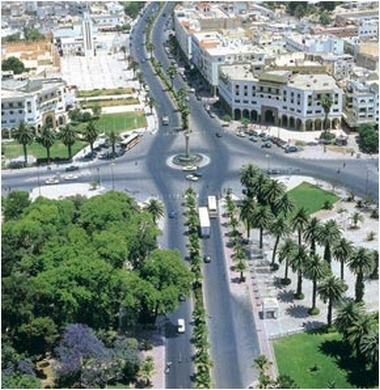
Zentrum von Settat

Settat (arabisch سطات, Zentralatlas-Tamazight ⵙⵟⵟⴰⵟ Seṭṭaṭ) ist eine Großstadt mit ca. 142.000 Einwohnern in der Region Casablanca-Settat im Westen Marokkos; sie ist die Hauptstadt der Provinz Settat.

## Lage und Klima
Die Stadt Settat befindet sich im Zentrum der fruchtbaren und historisch bedeutsamen Region der Chaouia in einer Höhe von ca. 290 m etwa 84 km (Fahrtstrecke) südlich von Casablanca bzw. ca. 170 km nördlich von Marrakesch. Die Stadt ist über die A7 an das marokkanische Autobahnnetz angeschlossen. Das Klima ist in hohem Maße vom Atlantik geprägt, doch die durchschnittlichen jährlichen Niederschlagsmengen (ca. 370 mm) sind bereits deutlich niedriger als in Rabat oder in Casablanca.

## Bevölkerung
| Jahr      | 1994   | 2004    | 2014    | 2024    |
| Einwohner | 96.217 | 116.570 | 142.250 | 171.556 |

Die größtenteils in der zweiten Hälfte des 20. Jahrhunderts aus den umliegenden Dörfern und Bergregionen des Mittleren und des Hohen Atlas zugewanderten Einwohner sind meist berberischer Abstammung. Umgangssprache ist jedoch in der Regel Marokkanisches Arabisch.

## Wirtschaft
In den Dörfern der Umgebung von Settat wird in großem Umfang Feldwirtschaft betrieben; Tierhaltung (Schafe, Ziegen, Hühner) ist dagegen eher selten geworden. Die Stadt selbst fungiert als regionales Handwerks-, Handels- und Dienstleistungszentrum und bietet die für die Region wichtigen Dienstleistungs-, Ausbildungs- und Gesundheitszentren.

## Geschichte
Die Region der Chaouia war das Stammesgebiet zahlreicher nomadisierender Berberstämme – im Mittelalter und danach gab es zahlreiche Konflikte aber auch Koalitionen mit der marokkanischen Sultansmacht. Mulai Ismail (regierte 1672–1727) ließ zur besseren Kontrolle der Berber eine Kasbah erbauen. Bis in die ersten Jahrzehnte des 20. Jahrhunderts hinein blieb Settat jedoch lediglich ein größeres Berberdorf mit etwa 3000 Einwohnern und einigen Verwaltungsbeamten. 1908 wurden bei einem Pogrom 40 Juden in der Mellah der Stadt von Plünderern ermordet; daraufhin flohen ca. 130 Familien nach Casablanca. Der Scheich Ben Omar beendete das Morden durch den Einmarsch seiner Truppen und amtete persönlich als Scharfrichter, der das Urteil gegen einen der Plünderer vollzog. Während der Protektoratszeit (1912–1956) und vor allem nach der Unabhängigkeit Marokkos entwickelte sich der im Jahr 1967 zur Provinzhauptstadt erhobene Ort zu seiner heutigen Größe.

## Sehenswürdigkeiten
- Die überwiegend moderne Stadt verfügt über eine teilweise erhaltene Festung (Kasbah Ismaïlia) aus dem ausgehenden 17. Jahrhundert (vgl. auch Boulaouane). Die während des Protektorats teilweise zerstörten Mauern wurden nach der Unabhängigkeit restauriert.
- In unmittelbarer Nachbarschaft steht die Sidi-El-Ghamli-Moschee, deren neues Minarett entfernt an das der Hassan-II.-Moschee von Casablanca erinnert.

## Persönlichkeiten
- Abdelkader Moukhtatif (1934–2022), Fußballspieler
- Driss Basri (1938–2007), Politiker
- Mohamed Moâtassim (* 1956), Professor, Autor und Ratgeber Mohammeds VI.
- Yahya Jabrane (* 1991), Fußballspieler

## Partnerstädte
- La Celle-Saint-Cloud, Frankreich
- Tours, Frankreich
- Burgos, Spanien